# Marlon Mack
Pour les articles homonymes, voir Mack.
(en) Statistiques sur pro-football-reference
Marlon Devon Mack, né le 7 mars 1996 à Sarasota en Floride, est un sportif professionnel américain de football américain jouant au poste de running back dans la National Football League, actuellement agent libre.
Au niveau universitaire, il a joué pour les Bulls de South Florida dans la NCAA Division I FBS avant d'être sélectionné lors du quatrième tour de la draft 2017 par la franchise des Colts d'Indianapolis. Il y reste pendant cinq saisons avant de rejoindre les Texans de Houston (2022), les 49ers de San Francisco (2022), les Broncos de Denver (2022) et les Cardinals de l'Arizona (2023).

## Biographie

### Jeunesse
Mack étudie au lycée Booker High School (en) de Sarasota en Floride. Lors de son année senior, il gagne 1 527 yards et inscrit 19 touchdowns à la course pour les Tornadoes. Au total sur sa saison, il gagne 1 666 yards à partir de la ligne d'engagement et inscrit 22 touchdowns en attaque tandis qu'il effectue 100 plaquages et intercepte quatre passes en défense.

### Carrière universitaire
Étudiant à l'université de Floride du Sud, il joue pour l'équipe des Bulls de South Florida de 2014 à 2016. Il quitte l'université en tant que meilleur coureur de l'histoire des Bulls avec 3 609 yards à la course sur trois saisons.

### Carrière professionnelle

#### Draft
Il est sélectionné en 143e choix global lors du quatrième tour de la draft 2017 de la NFL par les Colts d'Indianapolis.

#### Colts d'Indianapolis
Il commence la saison 2017 comme troisième running back derrière Frank Gore et Robert Turbin.
Il est désigné titulaire pour le début de la saison 2018. Le 21 octobre, il gagne 126 yards à la course face aux Bills de Buffalo, puis 132 yards la semaine suivante contre les Raiders d'Oakland. Il est le premier joueur des Colts depuis Joseph Addai en 2007 à gagner au moins 100 yards à la course lors de deux matchs consécutifs. Il termine la saison régulière avec un gain total de 908 yards et neuf touchdowns à la course auxquels s'ajoutent 103 yards et un touchdown en 17 réceptions. Les Colts sont qualifiés pour la série éliminatoire. Ils remportent le match de wild card 21 à 7 contre les Texans, Mack y établissant le record de sa franchise en phase finale avec 148 yards et un touchdown en 24 courses. Il gagne ensuite 46 yards en neuf courses lors de la défaite 13 à 31 subie en tour de division contre les Chiefs.
Lors du premier match de la saison 2019 contre les Chargers (défaite en prolongation 24-30), Mack gagne 174 yards en 25 courses et inscrit un touchdown de 63 yards à la course (record en carrière). Deux semaines plus tard, il gagne 74 yards et inscrit un touchdown en 16 courses lors de la victoire 27-24 contre les Falcons. Il améliore ses statistiques en 5e semaine, gagnant 132 yards en 29 courses et 16 yards en trois réceptions lors de la victoire 19-13 contre les Chiefs, et en 11e semaine, 109 yards et un touchdown à la course lors de la victoire 33-13 contre les Jaguars. Lors de match, il se fracture la main terminant sa saison avec un gain cumulé de 1 091 yards et huit touchdowns.
Au cours du premier match de la saison 2020 contre les Jaguars, Mack doit quitter le match à la suite d'une blessure. Les examens révèlent une déchirure du talon d'Achille ce qui met un terme à sa saison.
Mack signe une prolongation de contrat avec les Colts le 23 mars 2021. Il termine la saison 2021 avec 101 yards en 28 courses lors des six matchs qu'il dispute.

#### Texans de Houston
Le 11 avril 2022, Mack signe avec les Texans de Houston, mais est libéré le 30 août 2022 avant de signer le lendemain pour intégrer leur équipe d'entraînement,. Il est néanmoins libéré définitivement le 5 septembre par la franchise.

#### 49ers de San Francisco
Le 14 septembre 2022, les 49ers de San Francisco engagent Mack dans leur équipe d'entraînement. Il intègre l'effectif principal le 21 septembre mais retourne dans l'équipe d'entraînement le 12 octobre.

#### Broncos de Denver
Le 24 octobre 2022, les Broncos de Denver réclament Mack de l'équipe d'entraînement des 49ers. Il prend part à six matchs totalisant 84 yards et un touchdown à la course en plus de 99 yards et un touchdown en réception.
Après avoir subi une blessure aux ischio-jambiers lors du match de la 17e semaine contre les Chiefs de Kansas City, Mack est placé sur la liste des réservistes en fin de saison.

#### Cardinals de l'Arizona
Le 4 août 2023, Mack signe avec les Cardinals de l'Arizona, mais cinq jours plus tard, l'entraîneur principal Jonathan Gannon (en) annonce que Mack va manquer la saison 2023 en raison d'une déchirure du tendon d'Achille. Il est libéré en fin de saison et devient agent libre.

## Statistiques
| Année       | Équipe                 | Statut      | MJ |     | Courses | Courses | Courses | Courses |       | Passes réceptionnées | Passes réceptionnées | Passes réceptionnées | Passes réceptionnées |
| Année       | Équipe                 | Statut      | MJ | Nb. | Yards   | Moy.    | TD      | Nb.     | Yards | Moy.                 | TD                   |                      |                      |
| 2014        | Bulls de South Florida | Fr.         | 12 | 202 | 1 041   | 5,2     | 09      | 21      | 160   | 7,6                  | 0                    |                      |                      |
| 2015        | Bulls de South Florida | So.         | 12 | 210 | 1 381   | 6,6     | 08      | 16      | 111   | 6,9                  | 1                    |                      |                      |
| 2016        | Bulls de South Florida | Jr.         | 12 | 174 | 1 187   | 6,8     | 15      | 28      | 227   | 8,1                  | 0                    |                      |                      |
| Totaux NCAA | Totaux NCAA            | Totaux NCAA | 36 | 586 | 3 609   | 6,2     | 32      | 65      | 498   | 7,7                  | 1                    |                      |                      |

| Taille               | Poids          | Bras          | Main         | Sprint   | Sprint   | Sprint   | Shuttle 20 yards | 3 cones drill | Détente        | Détente             | Développé couché | Test Wonderlic |
| Taille               | Poids          | Bras          | Main         | 40 yards | 10 yards | 20 yards | Shuttle 20 yards | 3 cones drill | verticale      | horizontale         | Développé couché | Test Wonderlic |
| 1,81 m (5 ft 11⅜ in) | 97 kg (213 lb) | 81 cm (32 in) | 23 cm (9 in) | 4,50 s   | 1,52 s   | -        | 2,61 s           | -             | 90 cm (35½ in) | 3,18 m (10 ft 5 in) | 15 reps          | -              |

| Année  | Équipe                 | MJ |     | Courses | Courses | Courses | Courses |       | Passes réceptionnées | Passes réceptionnées | Passes réceptionnées | Passes réceptionnées |  | Fumbles | Fumbles |
| Année  | Équipe                 | MJ | Nb. | Yards   | Moy.    | TD      | Nb.     | Yards | Moy.                 | TD                   | Nb.                  | Perdus               |  |         |         |
| 2017   | Colts d'Indianapolis   | 14 | 093 | 0 358   | 3,8     | 3       | 21      | 225   | 10,7                 | 1                    | 1                    | 0                    |  |         |         |
| 2018   | Colts d'Indianapolis   | 12 | 195 | 0 908   | 4,7     | 9       | 17      | 103   | 06,1                 | 1                    | 2                    | 2                    |  |         |         |
| 2019   | Colts d'Indianapolis   | 14 | 247 | 1 091   | 4,4     | 8       | 14      | 082   | 05,9                 | 0                    | 0                    | 0                    |  |         |         |
| 2020   | Colts d'Indianapolis   | 01 | 04  | 0 26    | 6,5     | 0       | 03      | 030   | 10,0                 | 0                    | 0                    | 0                    |  |         |         |
| 2021   | Colts d'Indianapolis   | 06 | 028 | 0 101   | 3,6     | 0       | 02      | 08    | 04,0                 | 0                    | 0                    | 0                    |  |         |         |
| 2022   | 49ers de San Francisco | 02 | 0   | 0       | 0,0     | 0       | 0       | 0     | 00,0                 | 0                    | 0                    | 0                    |  |         |         |
| 2022   | Broncos de Denver      | 06 | 016 | 0 84    | 5,3     | 1       | 08      | 099   | 12,4                 | 1                    | 0                    | 0                    |  |         |         |
| Totaux | Totaux                 | 55 | 583 | 2 568   | 4,4     | 21      | 65      | 547   | 08,4                 | 3                    | 2                    | 1                    |  |         |         |

| Année  | Équipe               | MJ |         | Courses | Courses | Courses | Courses        |                | Passes réceptionnées | Passes réceptionnées | Passes réceptionnées | Passes réceptionnées |  | Fumbles | Fumbles |
| Année  | Équipe               | MJ | Nb.     | Yards   | Moy.    | TD      | Nb.            | Yards          | Moy.                 | TD                   | Nb.                  | Perdus               |  |         |         |
| 2018   | Colts d'Indianapolis | 2  | 33      | 194     | 5,9     | 1       | 2              | 6              | 3,0                  | 0                    | 0                    | 0                    |  |         |         |
| 2020   | Colts d'Indianapolis | 0  | Blessé, | Blessé, | Blessé, | Blessé, | 'il a pas joué | 'il a pas joué | 'il a pas joué       | 'il a pas joué       | -                    | -                    |  |         |         |
| Totaux | Totaux               | 2  | 33      | 194     | 5,9     | 1       | 2              | 6              | 3,0                  | 0                    | 0                    | 0                    |  |         |         |